# JOSI (モデル)
JOSI（ジョジィ、1987年4月24日 - ）は、神奈川県出身でブラジル育ちの女性ファッションモデル。ジョジィーと表記されることもある。
2012年11月より、スーパーコンチネンタル所属。前事務所はABP inc.。
本名は、Ishida Josimery Sayuri Bueno。
父親が日本人で母親がブラジル人のハーフ。特技はポルトガル語。

## 来歴
2005年に「ゼクシィ」の3代目CMガールとして注目される。雑誌『non-no』（集英社）などのファッション誌で活躍する、一方、2007年には「激走!GT」の5代目激Gリポーターとして出演。
また、矢井田瞳やDJ OZMAなどのアーティストのPVにも出演した。
現在、ファッション雑誌JILLEなどのモデルを務めている。

## 出演

### テレビ
- めざましテレビ：早耳ムスメ（2006年10月 - 2007年3月、フジテレビ）
- 激走!GT：5代目激Gリポーター（テレビ東京）
- アパッチナイトフジ（2007年3月30日、フジテレビ）
- オリキュン（フジテレビ）

### テレビCM
- ユニクロ（2003年）
- シャープ Vodafone（2004年）
- ゼクシィ（2005年）
- 日本マクドナルド マックホットドッグ クラシック「コーヒーとペアで300円」篇（2009年3月）
- Sony Cyber-shot（韓国、2009年）
- GM&DAEWOOD自動車（韓国、2009年）
- HTC（韓国、2010年）
- JR東日本「東北新幹線 一周年！行くぜ、東北。」（2011年）
- Nikon ニコン1 J2「白い子犬たち」篇（2012年9月）
- Nescafe エクセラスッキリつめかえパック（2012年9月）
- ケンタッキーフライドチキン （2014年）
- ニベア花王 8×4 ワキ汗EX「新登場」篇（2015年）

### ミュージックビデオ（PV）
- 矢井田瞳「モノクロレター」（2004年）
- フジファブリック「TAIFU」（2004年）
- SOUTH BLOW「スターダスト」（2006年）
- ZEEBRA「Stop Playin' A Wall」（2006年）
- DJ OZMA「E.YO.NE!!」（2007年）
- 光岡昌美「Hana」（2007年）
- DJ KOMORI 「What's  R&B?2010」（2010年）

### 雑誌
- non-no、MORE、BAILA（集英社）
- JILLE（双葉社）
- anan、jane（マガジンハウス）
- 美的、PS（小学館）
- mini、spring（宝島社）
- soup（インデックス・コミュニケーションズ）
- GRAZIA、GLAMOROUS、FRaU、ViVi、VoCE（講談社）
- 装苑、ミセス

### 映画・ドラマ
- birthday girl （監督：長澤雅彦）短篇.jp - マリ 役
- WEBドラマ「Tokyo Prom Queen」（監督：佐藤太） - マリ 役
- 映画「渋谷」（監督：西谷真一、原作：藤原新也） - サユリ 役
- ドラマ「リアル・クローズ」（2009年、フジテレビ） - レギュラー出演